# Syrrhoites serrata
Syrrhoites serrata is een vlokreeftensoort uit de familie van de Synopiidae. De wetenschappelijke naam van de soort werd in 1879 voor het eerst geldig gepubliceerd door Georg Ossian Sars.